# Sikorsky S-57
Die Sikorsky S-57 (Militärische Bezeichnung XV-2) war in den 1950er Jahren ein Projekt des US-amerikanischen Herstellers Sikorsky Aircraft zum Bau eines experimentellen Wandelflugzeugs. Zum Bau eines Prototyps kam es jedoch nicht. Die S-57 verwendete das selten eingesetzte Stopp-Rotor-Konzept, um vom Helikopterflugzustand in den Starrflügelmodus zu gelangen.

## Geschichte
In einem gemeinsam von US Air Force und US Army durchgeführten Wettbewerb wurden Anfang 1950 in Konzeptstudien unterschiedliche konstruktive Auslegungen von Wandelflugzeugen untersucht. Dazu gehörten auch Windkanalversuche und der Bau von flugfähigen Exemplaren. Die anschließende Erprobung sollte die Verwendungsmöglichkeiten für Beobachtungs- und Aufklärungseinsätze sowie die Eignung der verschiedenen Konzepte für größere Flugzeuge aufzeigen. Die drei ausgewählten Konstruktionen waren neben der Sikorsky S-57, die McDonnell XV-1 (ein Kombinationsflugschrauber mit Blattspitzenantrieb) und die Bell XV-3 (ein Kipprotor-Wandelflugzeug). Sikorsky hatte die Verwendung eines Stopp-Rotors vorgeschlagen, der während des Horizontalflugs mit dynamischem Auftrieb im Rumpf untergebracht werden sollte.
Sikorsky untersuchte für die S-57 zahlreiche Antriebskonfigurationen, wobei vor allem die noch geringe Leistung der Wellentriebwerke zu Anfang der 1950er Jahre die konstruktiven Möglichkeiten im Hubschrauberbau einschränkte. Dies führte auch dazu, dass nur eine relativ geringe Rotorflächenbelastung von etwa 0,2 kN/m² möglich war. Daraus hätten sich für den Rotor eine so große Kreisfläche ergeben, dass er nicht mehr im Rumpf zu verstauen gewesen wäre. Als Lösung wurde der Einsatz eines Einblattrotors angesehen, der mit einem kalten Blattspitzenantrieb ausgerüstet sein sollte.
Von besonderer technischer Bedeutung war die Transitionsphase vom Schwebeflug in den Horizontalflug, wobei der Einblattrotor zum Stillstand gebracht und mittels des nach vorne schwenkbaren Rotormasts in den Rumpf „gekippt“ werden musste. Windkanalversuche mit einem maßstäblich verkleinerten Rotor erbrachten jedoch keine zufriedenstellenden Ergebnisse, sodass danach bei der Planung wieder auf einen konventionellen Zweiblattrotor zurückgegriffen wurde.
Die Arbeiten wurden noch bis 1958 fortgesetzt, ohne dass die technischen Umsetzungsprobleme vollständig gelöst werden konnten.